# Bazyli (Kačavenda)
Bazyli, imię świeckie Ljubomir Kačavenda (ur. 19 grudnia 1938 w Sarajewie) – serbski biskup prawosławny.

## Życiorys
Ukończył seminarium duchowne w Belgradzie, po czym uzyskał dyplom na kierunku teologia Uniwersytetu Belgradzkiego. Studiował na tej samej uczelni również archeologię i prawo. W 1957 złożył wieczyste śluby zakonne w monasterze Ozren, gdzie w 1960 przyjął święcenia kapłańskie.
Po śmierci biskupa zwornicko-tuzlańskiego Longina Święty Sobór Serbskiego Kościoła Prawosławnego nominował go w 1978 na jego następcę. Uroczysta chirotonia miała miejsce 25 czerwca 1978 w soborze w Belgradzie z udziałem patriarchy serbskiego Germana.
Zaliczany jest do konserwatywnego skrzydła Serbskiego Kościoła Prawosławnego. W czasie wojny w Bośni biskup Bazyli przyjaźnił się z Radovanem Karadžiciem i Ratko Mladiciem. Według bośniackiego dziennikarza i obrońcy praw człowieka Lazara Manojlovicia wziął bezpośredni udział w działaniach wojennych oraz podburzał bośniackich Serbów do wystąpień przeciwko muzułmanom, zyskując przydomek diabelskiego władyki. Znana jest opowieść anonimowej kobiety, bośniackiej muzułmanki, która twierdzi, iż została przez niego zgwałcona.
W 2012 złożył prośbę do Synodu Serbskiego Kościoła Prawosławnego o przeniesienie w stan spoczynku z uwagi na zły stan zdrowia. Zgodnie z regulaminem wewnętrznym Kościoła Synod poinformował, że biskup Bazyli pozostanie na urzędzie do najbliższego posiedzenia Soboru Biskupów planowanego na maj 2013. W kwietniu 2013 ujawnione zostało pornograficzne nagranie z udziałem biskupa i małoletnich chłopców. W czerwcu 2013 Synod potwierdził odejście Bazylego z urzędu.